# Titanogrypa melampyga
Titanogrypa melampyga är en tvåvingeart som först beskrevs av Aldrich 1916.  Titanogrypa melampyga ingår i släktet Titanogrypa och familjen köttflugor. Inga underarter finns listade i Catalogue of Life.